# Die Drei um Edith
Die Drei um Edith ist ein deutscher Stummfilm aus dem Jahr 1929 von Erich Waschneck mit Camilla Horn in der Titelrolle.

## Handlung
Diamantenhändler Thomas Morland schenkt seiner blonden Braut Lady Edith Trent anlässlich beider Verlobung ein wertvolles Diamantenhalsband. Dies ruft einen berüchtigten Juwelendieb auf den Plan, der sich in ihr Umfeld schleicht und sich als ein gewisser Roger Brown ausgibt. Bald hat das Paar Vertrauen zu dem seriös wirkenden Mann gefasst, sodass Morland Brown eines Tages bittet, sich ein wenig um Edith zu kümmern, solange er sich selbst auf Dienstreise in Amsterdam aufhält. In der niederländischen Hauptstadt hat Thomas vor, den größten Diamanten der Welt zu erwerben. Währenddessen lässt sich Edith von dem charmanten Roger mehr und mehr betören.
Von seinem Komplizen Nick muss der Juwelendieb zwischenzeitlich erfahren, dass dieser ihn an die Polizei verraten hat. Nun befindet sich Brown in der Bredouille, ihm rennt die Zeit davon. Die Maske des freundlichen Hausfreunds von Edith und Thomas fällt und Brown setzt Morland massiv unter Druck, ihm den soeben erworbenen Diamanten auszuhändigen. Morland denkt jedoch gar nicht daran und fertigt eine Imitation an, die vom Original nicht mehr zu unterscheiden ist. Während Brown mit dem wertlosen Duplikat türmt, bewahrt Thomas das Original weiterhin in seiner Tasche auf. Scotland Yard aber nimmt schließlich den betuppten Langfinger fest.

## Produktionsnotizen
Gedreht im August und September 1929 unter dem Arbeitstitel Das Kreuz des Südens im National-Film in Berlin-Tempelhof, passierte Die Drei um Edith am 9. November desselben Jahres die Filmzensur und wurde am 12. November 1929 im Berliner Atrium-Kino uraufgeführt. Der Siebenakter besaß eine Länge von 2412 Metern und wurde mit Jugendverbot belegt.
Alfred Junge gestaltete die Filmbauten. Otto Lehmann übernahm die Aufnahmeleitung.

## Kritiken
Die Beurteilungen dieses Films fielen eher mau aus:
Hanns Horkheimer schrieb im Berliner Tageblatt: „Erstaunliche Metamorphose von dem Millionenroman Walter Harichs zu diesem Filmmanuskript: nichts ist verblieben. Und das wenig Neue stellt sich als wenig filmisch heraus.“
Auch Georg F. Salmony zeigte sich wenig begeistert. In der B.Z. am Mittag war zu lesen: „Die sehr freie Anlehnung an Harichs Roman […] läßt ungalanterweise fast nur den Mann zu seinem Recht kommen. […] Erich Waschneck hat das Opus mit sachlicher Routine, novitätenlos, doch solide inszeniert.“
Siegfried Kracauer schrieb in der Frankfurter Zeitung: „Diessl als Hochstapler kopiert den dämonischen Veidt und weiß im übrigen nie recht, ob er sympathisch oder abschreckend sein soll. Jack Trevor ist stets halb Liebling, halb energischer Gentleman. Dem Film […] helfen auch der routinierte Schnitt und die achtbare Fotografie nicht zu Wirkungen, die über das Kunstgewerbliche hinausführen.“